# 土伦区
土伦区（法語：arrondissement de Toulon）是法国普罗旺斯-阿尔卑斯-蓝色海岸大区瓦尔省所辖的一个区。总面积1233.5平方公里，总人口575833，人口密度467人/平方公里（2018年）。主要城镇为土伦。

## 辖区
土伦区辖有32个市镇。